# Uliodon albopunctatus
Uliodon albopunctatus är en spindelart som beskrevs av Ludwig Carl Christian Koch 1873. Uliodon albopunctatus ingår i släktet Uliodon och familjen Zoropsidae. Inga underarter finns listade i Catalogue of Life.